# Fuschl am See
Fuschl am See ist eine Gemeinde am Fuschlsee im Salzburger Flachgau. Sie hat 1731 Einwohner (Stand 1. Jänner 2025).

## Geografie
Fuschl liegt im Salzkammergut zwanzig Kilometer östlich der Stadt Salzburg. Das Gemeindegebiet umfasst den Fuschlsee und die Zubringerbäche im Osten und im Süden. Im Uhrzeigersinn sind dies der Erbenseebach, der bei Fuschl in den See mündet, Ellmaubach, Perfallbach und Hallbach. Der See liegt 670 Meter über dem Meer. 
Im Norden steigt das Gemeindegebiet bewaldet zu den Gipfeln Frauenkopf (1304 m), Schober (1328 m), Schatzwand (1264 m) und Drachenwand (1176 m) an. Im Osten bildet die Wasserscheide zum Wolfgangsee die Gemeindegrenze, im Süden die bewaldeten Höhen Sulzberg (1017 m), Sonnberg (1073 m) und Filbling (1307 m).
Die Gemeinde ist 21 Quadratkilometer groß. Davon sind mehr als zwei Drittel bewaldet, dreizehn Prozent werden landwirtschaftlich genutzt und dreizehn Prozent entfallen auf den Fuschlsee.

### Gemeindegliederung
Die Ortschaft umfasst alle Siedlungen in der Gemeinde. Ortschaftsbestandteile sind neben dem Dorf Fuschl die Weiler Bambichl, Haslwald und Perfall die Rotten Brunn, Ellmau, Fischer, Oberellmau, Schober, Steinbach und Wesenau, die Streusiedlung Schober-Seewinkl sowie einige Einzelhäuser.
Die Gemeinde gehört zum Gerichtsbezirk Seekirchen am Wallersee.

### Nachbargemeinden
| Thalgau          |                                             | St. Lorenz (VB, OÖ) |
| Hof bei Salzburg | Kompassrose, die auf Nachbargemeinden zeigt | Sankt Gilgen        |
|                  | Faistenau                                   |                     |

## Geschichte
Die erste urkundliche Erwähnung der Gegend erfolgte im 8. Jahrhundert. Im 12. Jahrhundert fand sich die Bezeichnung Fuschilsee erstmals in einer Urkunde, außerdem wurden erste Güter in der Ellmau erwähnt. Im 13. Jahrhundert sind höher gelegene Güter in Ellmau und Brunn nachgewiesen. Im 15. Jahrhundert entstand das Dorf Fuschl, weiters wurde die Kreuzsäule in der Lacken errichtet. 
Eine erste Straße nach Hof an der Südseite des Sees wurde im 16. Jahrhundert angelegt, sowie die „Taferne zu Brunn“ in einer Urkunde nachgewiesen.
Die Burg Wartenfels wurde im Jahr 1259 von Konrad von Kalham und seinem Schwiegervater Konrad von Steinkirchen erbaut, danach nannte sich das Geschlecht „von Wartenfels“. Urkundlich erwähnt wird die Burg erstmals 1267. Aus finanziellen Gründen verkauften die Wartenfels 1301 das Anwesen an den Salzburger Erzbischof Konrad IV, konnten es aber als Lehen wieder übernehmen. 
Nach dem Aussterben des Geschlechtes richtete das Bistum ein Pfleggericht auf der Burg ein. Dieses war auch für Thalgau, Faistenau, Fuschl und Abersee zuständig. Im Salzburger Bauernaufstand 1525/26 wurde die Burg niedergebrannt und danach nur noch teilweise instand gesetzt. Im Jahr 1608 war Wartenfels bereits eine Ruine. Im Jahr 1981 wurde ein Architekt mit der Sicherung und Sanierung beauftragt. Dabei wurden Burgteile wieder neu aufgebaut.
Das Schloss Fuschl wurde 1450 von den Salzburger Bischöfen als Jagdschloss für kurzfristige Besuche errichtet. In den Fünfziger Jahren des 16. Jahrhunderts musste es bereits umfassend saniert werden. Auch im 17. Jahrhundert wurden Umbauten und Erneuerungen vorgenommen, obwohl es nur zum Jagen und Fischen vom erzbischöflichen Hofstaate benutzt wurde. Erst 1704 wurde es dem Hofjäger erlaubt, in den zweiten Stock einzuziehen. Als 1803 das geistliche Reichsfürstentums Salzburg aufgelöst wurde, kam das Schloss in den Besitz des österreichischen Kaiserhauses. Das vernachlässigte Gebäude wechselte mehrfach den Besitzer, am Ende des 19. Jahrhunderts wurde das Innere im historistischen Stil verändert. 1939 beschlagnahmte die Gestapo das Schloss, 1945 verwendete die amerikanische Militärregierung es als Soldatenheim. Zwei Jahre später wurde es den Erben des rechtmäßigen Besitzers zurückgegeben. Heute befindet sich das Schloss in Privatbesitz und wird als Hotel geführt.

## Politik

### Gemeinderat
| Gemeinderatswahl 2024Wahlbeteiligung: 66,2 % 6050403020100 47,0 % (−8,0 %p)18,8 % (+4,6 %p)18,7 % (+1,4 %p)15,5 % (+2,0 %p) ÖVPSPÖGRÜNEFPÖ20192024 |

Die Gemeindevertretung hat seit 2019 siebzehn Mitglieder.
- Mit den Gemeindevertretungs- und Bürgermeisterwahlen in Salzburg 2004 hatte die Gemeindevertretung folgende Verteilung: 8 ÖVP, 3 FPÖ, und 2 SPÖ.
- Mit den Gemeindevertretungs- und Bürgermeisterwahlen in Salzburg 2009 hatte die Gemeindevertretung folgende Verteilung: 6 ÖVP, 3 FPÖ, 2 SPÖ, und 2 Grüne.[5]
- Mit den Gemeindevertretungs- und Bürgermeisterwahlen in Salzburg 2014 hatte die Gemeindevertretung folgende Verteilung: 7 ÖVP, 3 Grüne, 2 FPÖ, und 1 SPÖ. (13 Mitglieder)[6]
- Mit den Gemeindevertretungs- und Bürgermeisterwahlen in Salzburg 2019 hatte die Gemeindevertretung folgende Verteilung: 10 ÖVP, 3 Grüne, 2 SPÖ, und 2 FPÖ.[7]
- Mit den Gemeindevertretungs- und Bürgermeisterwahlen in Salzburg 2024 hat die Gemeindevertretung folgende Verteilung: 9 ÖVP, 3 SPÖ, 3 Grüne und 2 FPÖ.[8]

|  | Die zur Anzeige dieser Grafik verwendete Erweiterung wurde dauerhaft deaktiviert. Wir arbeiten aktuell daran, diese und weitere betroffene Grafiken auf ein neues Format umzustellen. (Mehr dazu) |

### Bürgermeister
- 1945–1967 Johann Ferstl (ÖVP)[9]
- 1967–1978 Rupert Kendler (ÖVP)[10]
- 1978–1990 Hartmann Klaushofer (ÖVP)[11]
- 1990–2009 Hartmut Schremser (ÖVP)[12]
- 2009–2024 Franz Josef Vogl (ÖVP)[13]
- seit 2024 Christian Braunstein (ÖVP)[14]

### Wappen
Wappenbeschreibung: „Rot vor Silber gespalten, darin jederseits auf goldenem Boden eine natürliche Fichte, darunter in blauem Wellenschildfuß eine rechtshin schwimmende silberne Forelle.“
Die Forelle symbolisiert den Fuschlsee, den Namensgeber der Gemeinde.

## Kultur und Sehenswürdigkeiten

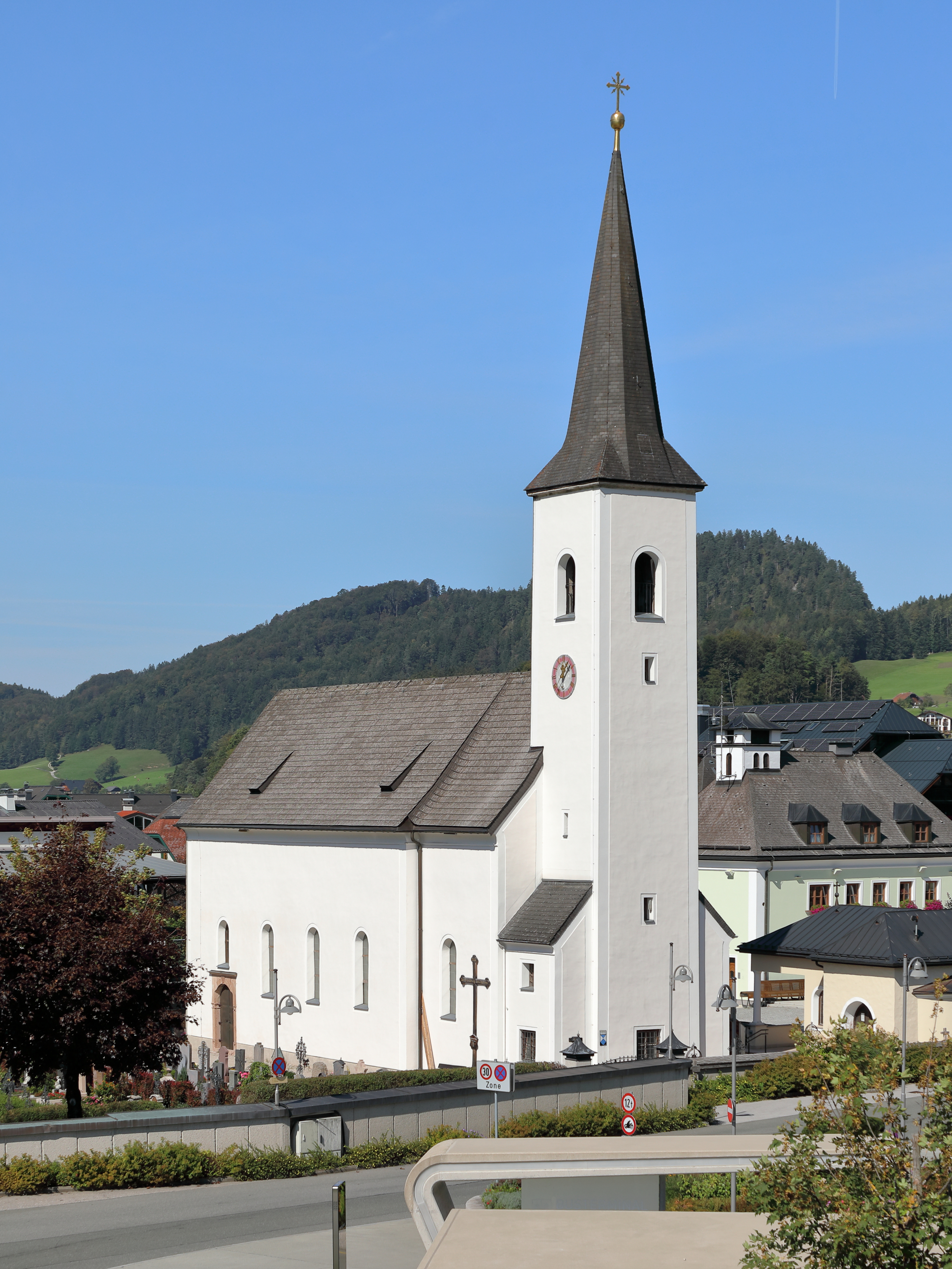
Pfarrkirche Fuschl am See

- Katholische Pfarrkirche Fuschl am See hl. Erasmus

## Wirtschaft und Infrastruktur

### Wirtschaftssektoren
Von den 34 landwirtschaftlichen Betrieben des Jahres 2010 wurden 14 im Haupt-, 17 im Nebenerwerb und drei von juristischen Personen geführt. Diese drei bewirtschafteten 30 Prozent der Flächen. Im Produktionssektor waren 149 Erwerbstätige im Bereich Herstellung von Waren und 22 in der Bauwirtschaft beschäftigt. 
Die wichtigsten Arbeitgeber der Dienstleistungssektors waren die Bereiche freiberufliche Dienstleistungen (327), Beherbergung und Gastronomie (182) und Handel (160 Beschäftigte).
| Wirtschaftssektor            | Anzahl Betriebe | Anzahl Betriebe | Erwerbstätige | Erwerbstätige |
| Wirtschaftssektor            | 2011            | 2001            | 2011          | 2001          |
| ---------------------------- | --------------- | --------------- | ------------- | ------------- |
| Land- und Forstwirtschaft 1) | 34              | 41              | 22            | 23            |
| Produktion                   | 17              | 9               | 171           | 48            |
| Dienstleistung               | 131             | 100             | 762           | 424           |

1) Betriebe mit Fläche in den Jahren 2010 und 1999
| Im Jahr 2011 lebten 769 Erwerbstätige in Fuschl am See. Davon arbeiteten 282 in der Gemeinde, über 60 Prozent pendelten aus. Von den umliegenden Gemeinden kamen 673 Menschen zur Arbeit nach Fuschl am See. Fuschl ist Firmensitz der Red Bull GmbH und zahlreicher ihrer Tochterunternehmen. Aus diesem Grund ist auch der Anteil der Kommunalsteuer an den Einnahmen der Gemeinde mit 63,4 Prozent im Jahr 2017 höher als im Salzburger Schnitt. | Die zur Anzeige dieser Grafik verwendete Erweiterung wurde dauerhaft deaktiviert. Wir arbeiten aktuell daran, diese und weitere betroffene Grafiken auf ein neues Format umzustellen. (Mehr dazu) |

### Fremdenverkehr
Die Gemeinde zählt jährlich 180.000 Übernachtungen. Der Großteil davon entfällt auf die Sommermonate.

### Verkehr
Die Wolfgangsee Straße B 158, die Salzburg mit Bad Ischl verbindet, durchquert die Gemeinde.
Öffentliche Verkehrsanbindung:
Fuschl ist mit der Autobuslinie 150, die Salzburg (Stadt) mit Bad Ischl verbindet, täglich tagsüber alle 30 Minuten zu erreichen.

## Persönlichkeiten

### Ehrenbürger
- Hartmann Klaushofer (* 1931), Bürgermeister von Fuschl am See 1978–1990[22]

### Mit der Gemeinde verbundene Persönlichkeiten
- Carina Edlinger (* 1998), Behindertensportlerin, lebt in Fuschl am See
- Dietrich Mateschitz (1944–2022), österreichischer Unternehmer (mit 49 % Anteilen an der Red Bull GmbH), Firmensitz (von Red Bull GmbH) in Fuschl am See
- Marianne Sayn-Wittgenstein-Sayn (1919–2025), österreichische Fotografin (Gesellschaftsexpertin), lebte in Fuschl am See

## Abbildungen

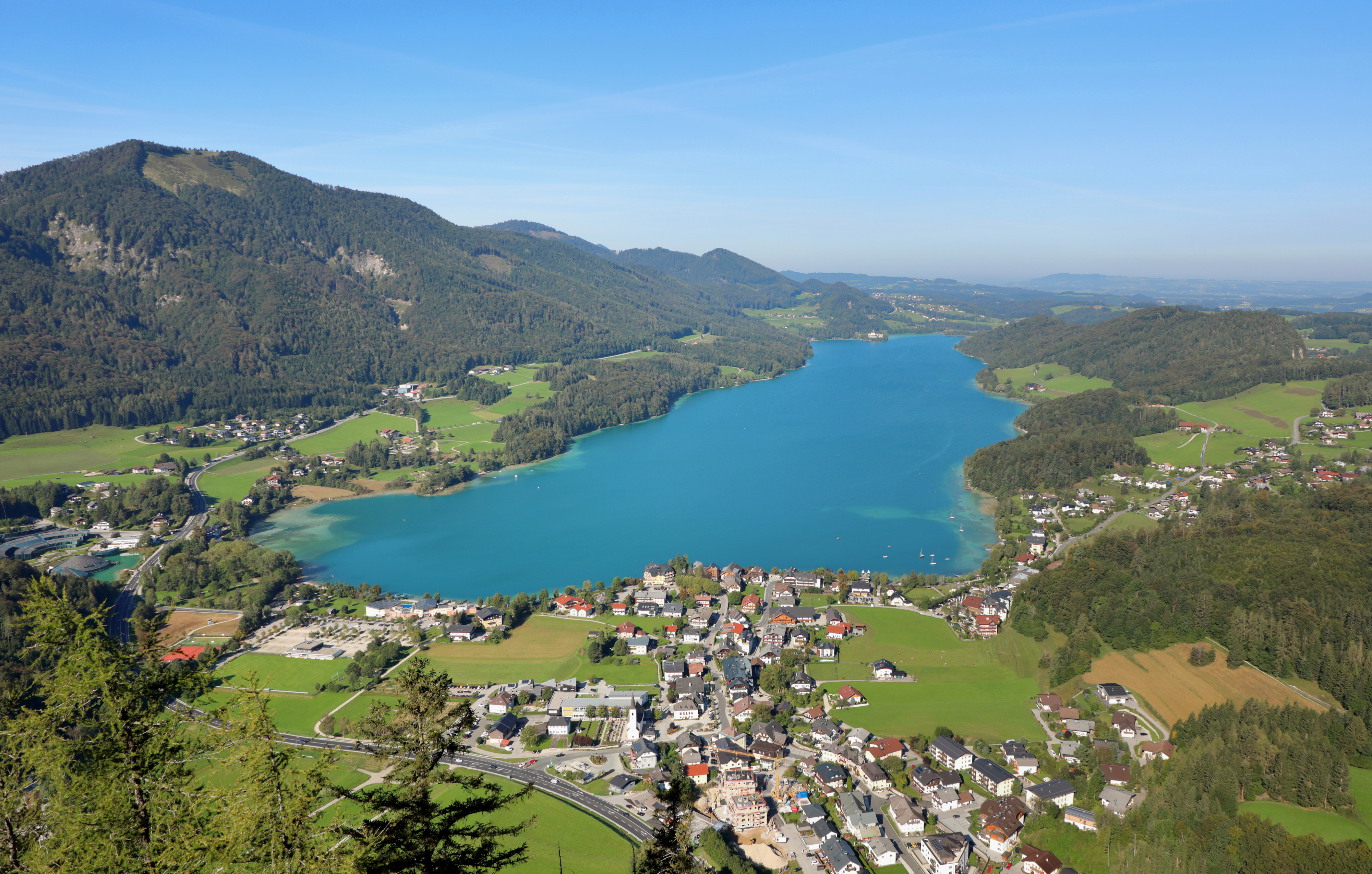
Fuschlsee mit dem Ort Fuschl im Vordergrund
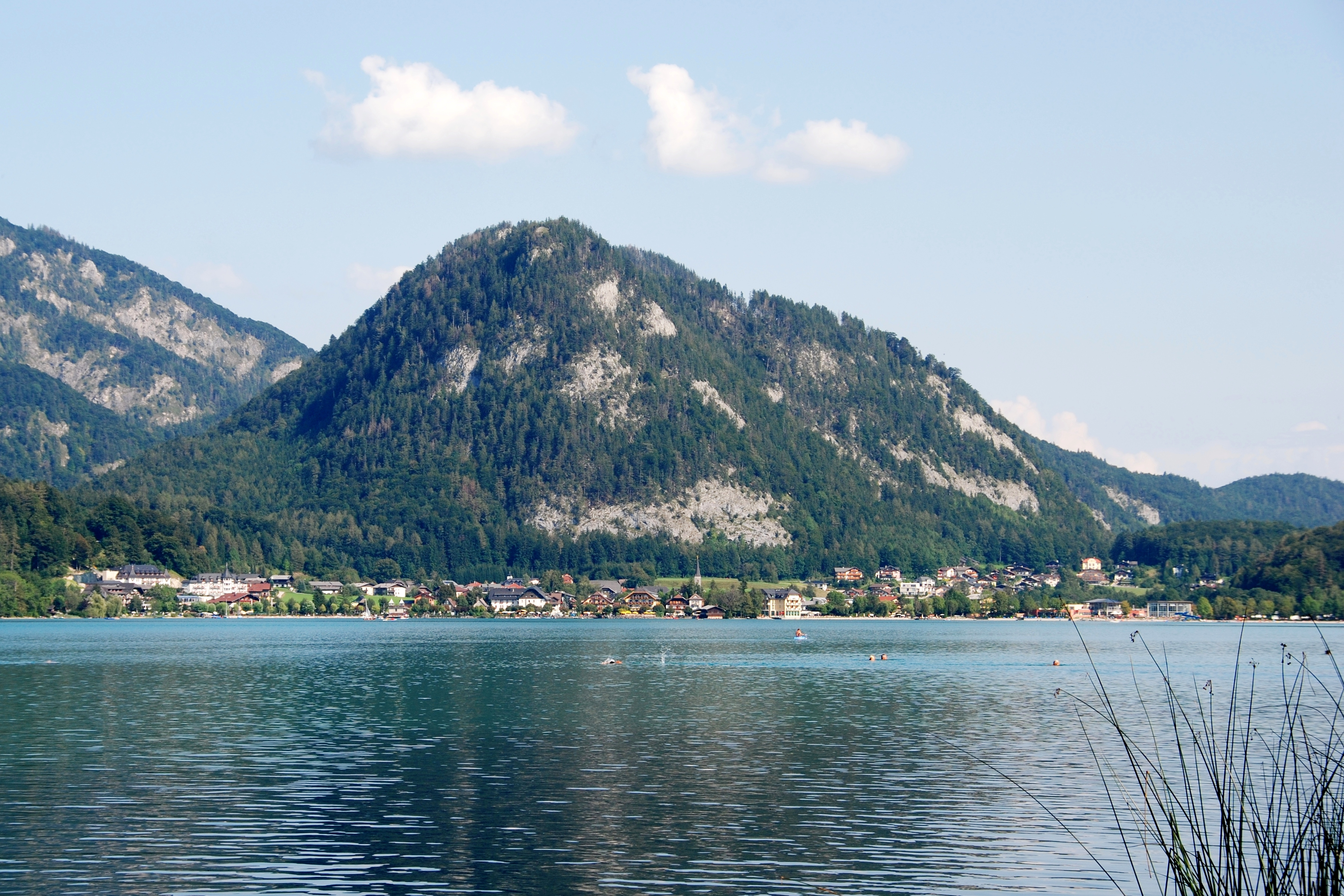
Fuschl am See mit dem Ellmaustein im Hintergrund
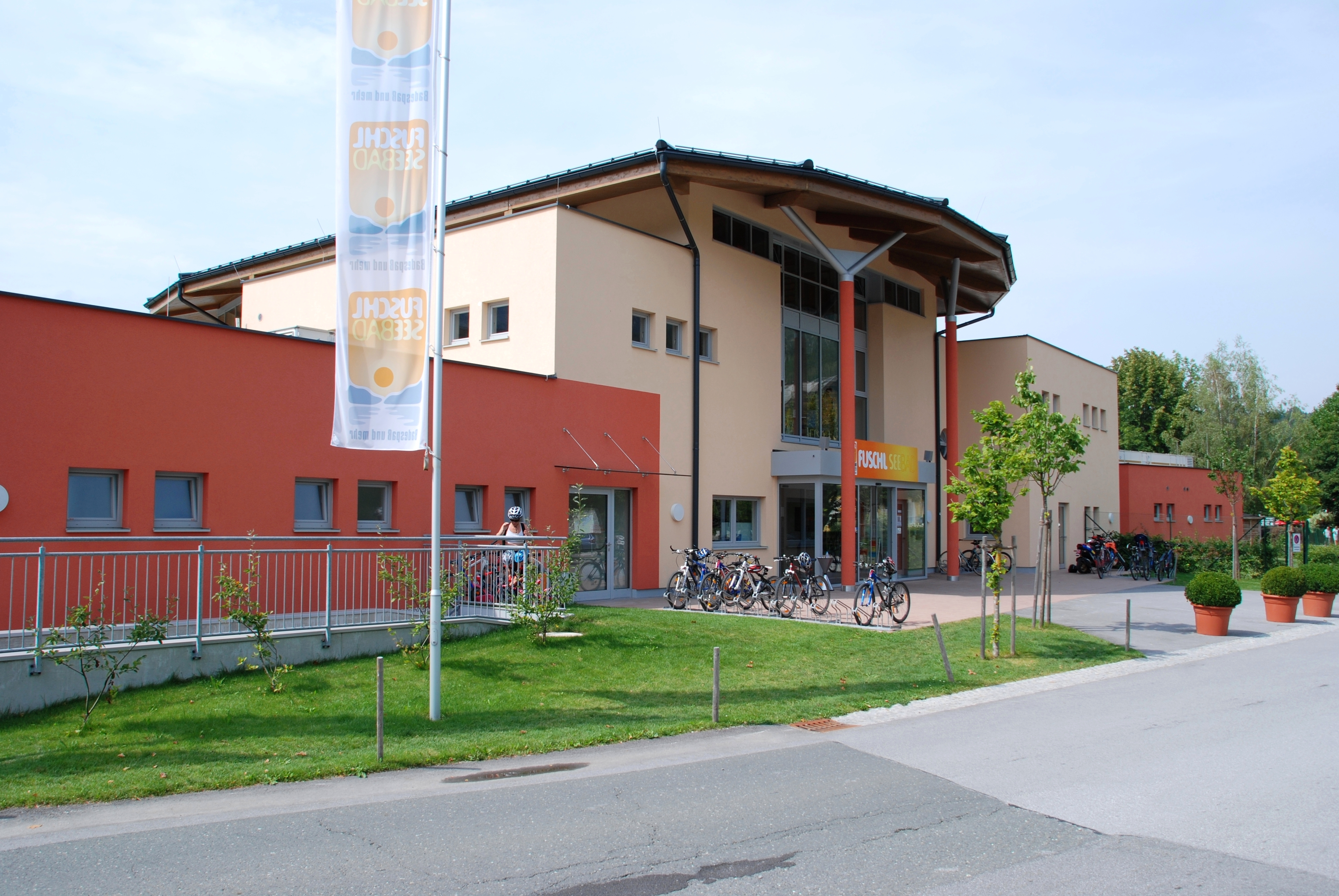
Fuschl Seebad
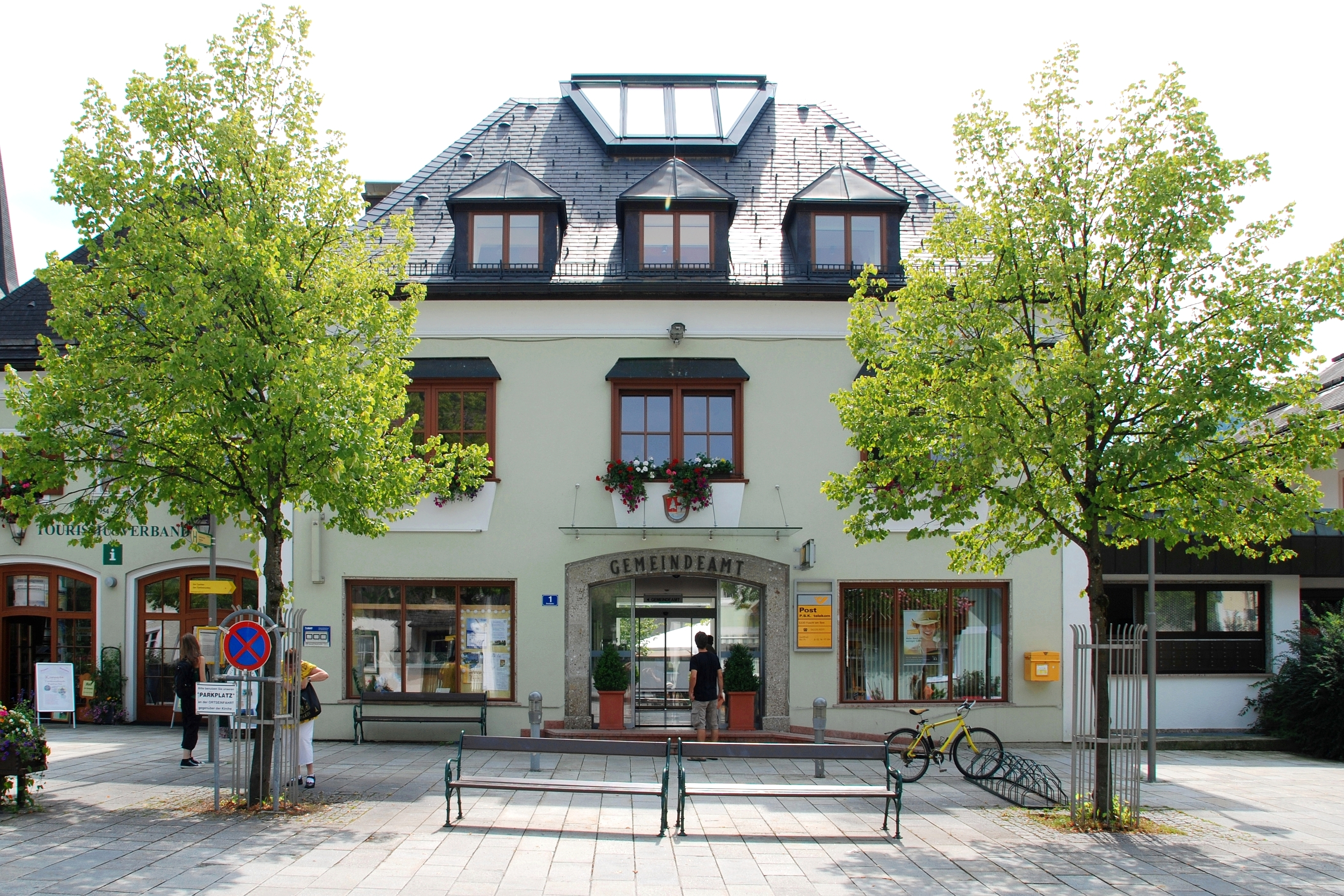
Gemeindeamt
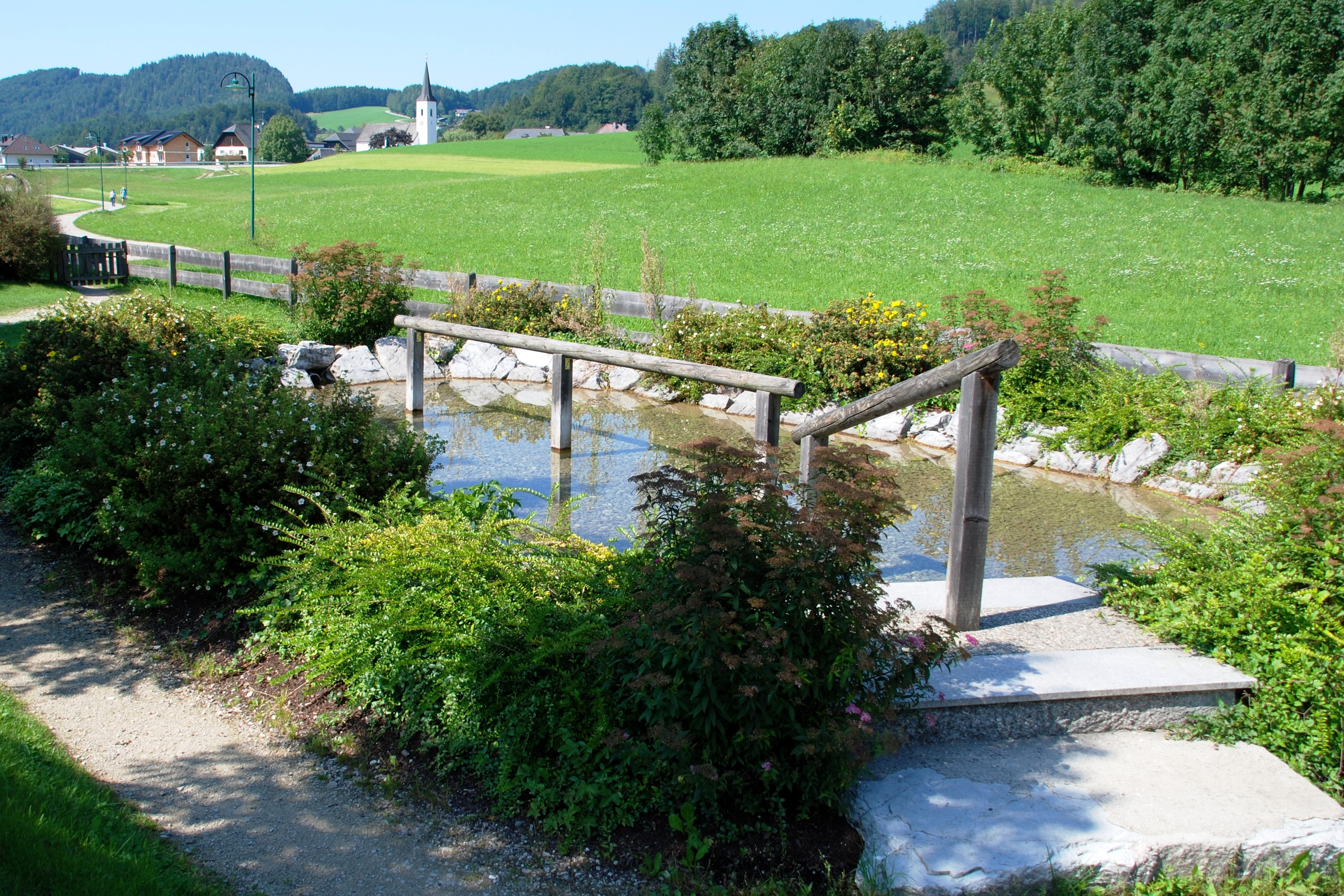
Kneippanlage
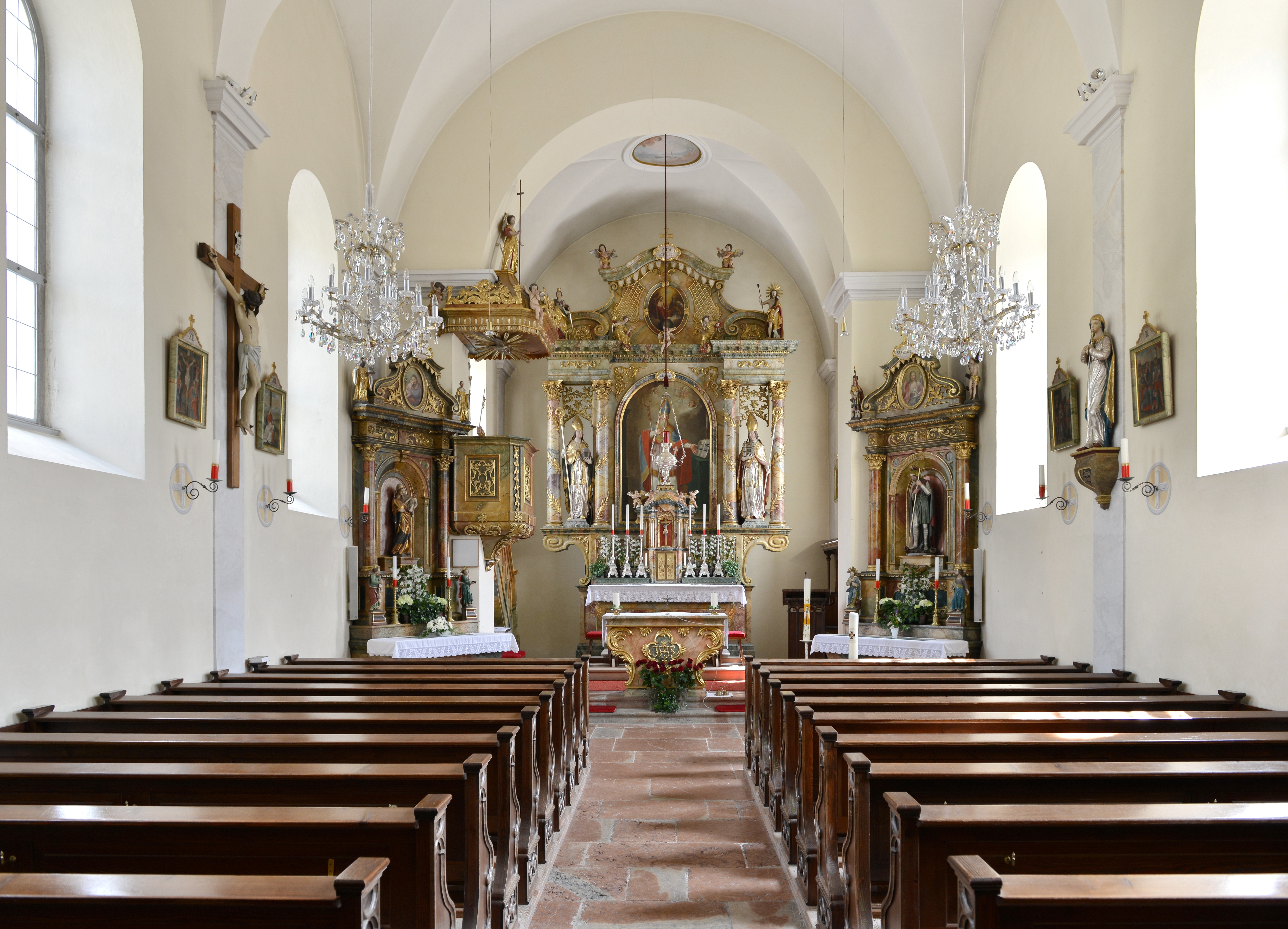
Innenraum der Pfarrkirche